# Chien enragé
Pour les articles homonymes, voir Inu.
Pour plus de détails, voir Fiche technique et Distribution.
Chien enragé (野良犬, Nora inu, littéralement « chien errant ») est un film japonais réalisé par Akira Kurosawa, sorti en 1949. Considéré comme l'un des premiers films de style néo-noir japonais, il marque une étape importante dans la carrière de Kurosawa et dans l'histoire du cinéma japonais d'après-guerre.
Le film suit l'histoire d'un jeune policier, Murakami, interprété par Toshirō Mifune, dont l'arme de service est volée. Obsédé par la récupération de son pistolet et rongé par la culpabilité lorsque celui-ci est utilisé dans une série de crimes, Murakami s'engage dans une quête acharnée à travers les bas-fonds de Tokyo pour retrouver le voleur.
Chien enragé se distingue par son exploration des thèmes de la culpabilité, de la responsabilité et de la rédemption, tout en dressant un portrait saisissant du Japon d'après-guerre. Il mêle habilement les codes du film noir américain avec des éléments de la culture japonaise, créant ainsi une œuvre unique qui a influencé de nombreux cinéastes par la suite. Reconnu pour sa mise en scène innovante, notamment une séquence de montage devenue célèbre montrant la quête du policier dans les rues de Tokyo, le film est considéré comme l'un des premiers chefs-d'œuvre de Kurosawa et un film fondateur du genre policier japonais.

## Synopsis
Dans le Japon démobilisé de 1949, le jeune inspecteur Murakami se fait voler son pistolet dans un tramway bondé lors d'une journée particulièrement chaude. Désespéré par cette perte, et conscient des dangers que son arme peut représenter entre de mauvaises mains, il se sent responsable et commence une recherche frénétique pour la récupérer avant qu'un drame ne survienne. Il obtient un premier conseil d'une des dames, une ancienne voleuse, qui voyageaient dans le tramway : trainer dans les bas-fonds habillé en sans-abri jusqu'à ce qu'un revendeur d'arme l'aborde. Il parcourt alors les quartiers populaires de Tokyo et se mêle aux miséreux et délinquants. Après plusieurs jours, cela porte enfin ses fruits, et on lui propose d'acheter une arme. Murakami parvient à arrêter la petite amie du trafiquant lors de l'échange mais est désespéré de découvrir qu'elle ne sait rien de son arme disparue.
Grâce à une balle qu'il avait tiré dans une souche de bois puis récupérée, il réalise que celui qui a son arme a blessé une femme et lui a dérobé 40 000 ¥. Son supérieur lui assignent Satō pour coéquipier, un inspecteur plus âgé et expérimenté, pour l'assister dans l'enquête. Ensemble, ils découvrent que l'arme a été loué à un certain Yusa, un ancien soldat revenu de la guerre qui a sombré dans la criminalité. Lors d'une confrontation tendue avec une danseuse nommée Harumi, la petite amie de Yusa, ils obtiennent des informations sur la cachette du criminel. L'enquête prend une tournure plus grave lorsqu'ils découvrent que Yusa a tué une femme lors d'un nouveau vol. Murakami, rongé par la culpabilité, se sent de plus en plus désespéré et déterminé à le capturer avant qu'il ne fasse d'autres victimes.
Cependant, la situation s'envenime lorsque Yusa blesse gravement Satō lors d'une tentative d'arrestation. Murakami le poursuit dans une chasse à l'homme haletante, traquant le fugitif jusqu'à une banlieue rurale, où l'ultime confrontation a lieu. Après une poursuite dans un champ en friche et un intense combat au corps à corps, Murakami finit par arrêter Yusa. Il rend ensuite visite à Satō à l'hôpital, où ce dernier se remet de sa blessure. Satō tente de le rassurer sur le fait qu'il ne doit pas porter toute la culpabilité du drame sur ses épaules. Bien que Murakami ait réussi à capturer Yusa, il est visiblement marqué par l’expérience, et admet qu'il comprend la situation de Yusa, ce à quoi Satō répond qu'il y en a beaucoup d'autres comme Yusa et qu'il perdra cette sentimentalité avec le temps à mesure qu'il arrêtera davantage de personnes.

## Fiche technique
- Titre : Chien enragé
- Titre original : 野良犬 (Nora inu?)
- Titre anglais : Stray Dog
- Réalisation : Akira Kurosawa

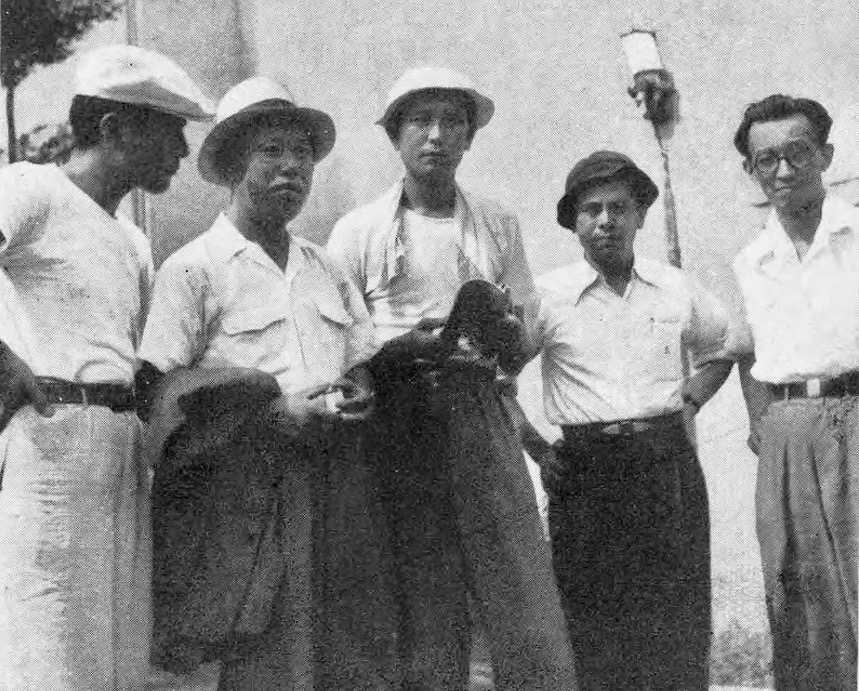
Toshirō Mifune, Takashi Shimura, Akira Kurosawa et Ryūzō Kikushima pendant le tournage.

- Scénario : Ryūzō Kikushima et Akira Kurosawa
- Production : Sōjirō Motoki, Akira Kurosawa, Senkichi Taniguchi et Kajirō Yamamoto
- Musique : Fumio Hayasaka
- Photographie : Asakazu Nakai
- Montage : Toshio Goto et Yoshi Sugihara
- Décors : Takashi Matsuyama
- Pays de production :  Japon
- Langue originale : japonais
- Format : noir et blanc - 1,37:1 - mono - 35 mm
- Genre : film policier
- Durée : 122 minutes[1]
- Dates de sortie :
  - Japon : 17 octobre 1949[1]
  - France : 12 janvier 1961
- Classification : tous publics[2]

## Distribution
- Toshirō Mifune : l'inspecteur Murakami
- Takashi Shimura : le commissaire Satō
- Keiko Awaji : Harumi Namaki
- Eiko Miyoshi : la mère de Harumi
- Noriko Sengoku : une fille
- Eijirō Tōno : le fabricant de seaux
- Noriko Honma : sa femme
- Isao Kimura : Yusa
- Minoru Chiaki : le patron de la boîte
- Ichirō Sugai : le directeur d'hôtel
- Gen Shimizu : l'inspecteur Nakajima

## Production
Kurosawa mentionne dans plusieurs interviews que son scénario est inspiré par La Cité sans voiles de Jules Dassin et l'a d'abord écrit sous la forme de roman, en s'inspirant largement de l'œuvre de Georges Simenon. Chien enragé est la première fois que Kurosawa collabore avec Ryūzō Kikushima, le premier envoyant le second au Département de la Police métropolitaine de Tokyo pour trouver des affaires qu'ils peuvent utiliser comme base pour le scénario du film, choisissant un cas où un jeune policier perd son pistolet. Il s'inspire également des débats contemporains au Japon sur la génération d'« après-guerre » avec son apparente augmentation de la délinquance et du crime. Malgré le fait qu'il soit l'un des films d'après-guerre les plus critiquement acclamés d'Akira Kurosawa, Chien enragé n'est pas toujours tenu en si haute estime par le réalisateur lui-même. Kurosawa dit initialement qu'il estime peu le film, le qualifiant de « trop technique » et remarquant également qu'il contient « toute cette technique et pas une seule vraie pensée ». Son attitude change en 1982, lorsqu'il écrit dans son autobiographie qu'« aucun tournage ne s'est jamais aussi bien passé », et que « le bon rythme du tournage et le bon sentiment de l'équipe peuvent être ressentis dans le film terminé ». Cependant, Kurosawa est contrarié lorsqu'une personne de l'ASPCA l'accuse d'avoir infecté un chien avec la rage pour la scène d'ouverture du film montrant un chien haletant sous la chaleur. Il doit écrire une lettre aux autorités d'occupation américaine pour nier l'allégation, et dira plus tard qu'il n'a jamais ressenti « un plus fort sentiment de regret pour la perte de la guerre par le Japon ».
Dixième film de Kurosawa, Chien enragé est tourné en extérieur et dans le studio Oizumi loué par la Tōhō avec plus de trente décors construits durant l'été 1949, sous une chaleur étouffante. Ishirō Honda, qui réalisera plus tard plusieurs films de monstres comme Godzilla et Mothra, sert d'assistant principal de Kurosawa, tournant des séquences de seconde unité pour la séquence de 10 minutes de Murakami errant dans Tokyo, et double souvent Toshirō Mifune dans les plans de taille. Kurosawa loue plus tard Honda pour l'avoir aidé à capturer l'atmosphère de Tokyo après la Seconde Guerre mondiale. Le film marque les premières apparitions de Minoru Chiaki, Noriko Honma et Isao Kimura dans un film de Kurosawa. Chiaki apparaîtra dans dix autres films du réalisateur, Honma joue la médium dans Rashōmon et Kimura joue le plus jeune des samouraïs dans Les Sept Samouraïs. La scène du match de baseball est tournée au véritable stade Korakuen (en).
Le film est également le début de la carrière de Keiko Awaji, alors âgée de seize ans, qui joue Harumi Namiki, danseuse et petite amie de Yusa, le méchant du film. Elle est choisie parmi d'autres actrices en raison de son apparence méchante. Kurosawa la décrit comme étant trop gâtée et incapable de pleurer sur commande, et ne la rappellera jamais pour un autre de ses films. Awaji regrettera plus tard son manque de professionnalisme pendant le tournage. Kurosawa devient si proche de son équipe et de ses acteurs pendant le tournage qu'il remarque plus tard qu'il lui est difficile de se séparer d'eux après la fin du tournage.
Plus qu'un film policier, Chien enragé est avant tout un film politique, évoquant la situation épouvantable que traverse le Japon durant cette période d'après-guerre.

## Sortie
Chien enragé est distribué en salle par la Tōhō au Japon le 17 octobre 1949. Le film reçoit une sortie en salle aux États-Unis par Tōhō International avec des sous-titres en anglais le 31 août 1963.

## Accueil
Le film obtient un taux d'approbation de 95 % sur Rotten Tomatoes basé sur 20 critiques, avec une note moyenne de 7,90/10. Lors du Mainichi Film Concours de 1950, il remporte des prix du meilleur acteur (Takashi Shimura), de la meilleure musique de film (Fumio Hayasaka), la meilleure photographie (Asakazu Nakai) et la meilleure direction artistique (Sō Matsuyama),. Le film est inclus dans le « Top 10 » de l'année de Kinema Junpo à la troisième place. En 2009, le film est classé à la 10e place sur la liste des « meilleurs films japonais de tous les temps » par le magazine de cinéma japonais Kinema Junpō.

## Remakes
Le film fait l'objet d'un remake en 1973, sous le nom de Nora inu par Azuma Morisaki pour la Shōchiku. Il est ensuite adapté à la télévision par Yasuo Tsuruhashi pour TV Asahi en 2013.
Un film indien en langue tamoule, 8 Thottakkal (en), est librement inspiré du film, qui est refait en kannada sous le titre 8MM Bullet (en) (2018), en télougou sous le titre Senapathi (en) (2021), et en malayalam sous le titre Corona Papers (en) (2023).

## Récompenses
- Prix du film Mainichi 1950 :
  - Meilleur acteur (Takashi Shimura)
  - Meilleure direction artistique (Takashi Matsuyama)
  - Meilleure photographie (Asakazu Nakai)
  - Meilleure musique (Fumio Hayasaka)